# Genan
Die Genan A/S ist ein dänisches Unternehmen, das Altreifenrecycling betreibt. Die Pilotanlage wurde im Mutterhaus in Viborg, Dänemark, errichtet. Altreifen werden mechanisch zu Granulat verarbeitet und im nächsten Schritt in ihre Einzelteile Stahl, Textil und Gummi zerlegt. Weit über 90 % des Materials kann so wiederverwendet werden. Üblicherweise werden Altreifen vor allem bei der Zementherstellung verbrannt.
Bei Genan wird beispielsweise der Gummi als Einstreugranulat für Kunstrasen bzw. im Straßenbau verwendet.
Bis 2014 war der Gründer und Vorstandsvorsitzende Bent A. Nielsen im Besitz von 52 % des Unternehmens. Die restlichen 48 % des Kapitals waren im Eigentum des dänischen Pensionsfonds PKA, der im August 2014 auch Nielsens Anteile übernahm.
In Deutschland betreibt die Genan-Gruppe Werke in Oranienburg (Brandenburg), in Dorsten (Nordrhein-Westfalen) und in Kammlach (Bayern).